# Rolf Beilschmidt

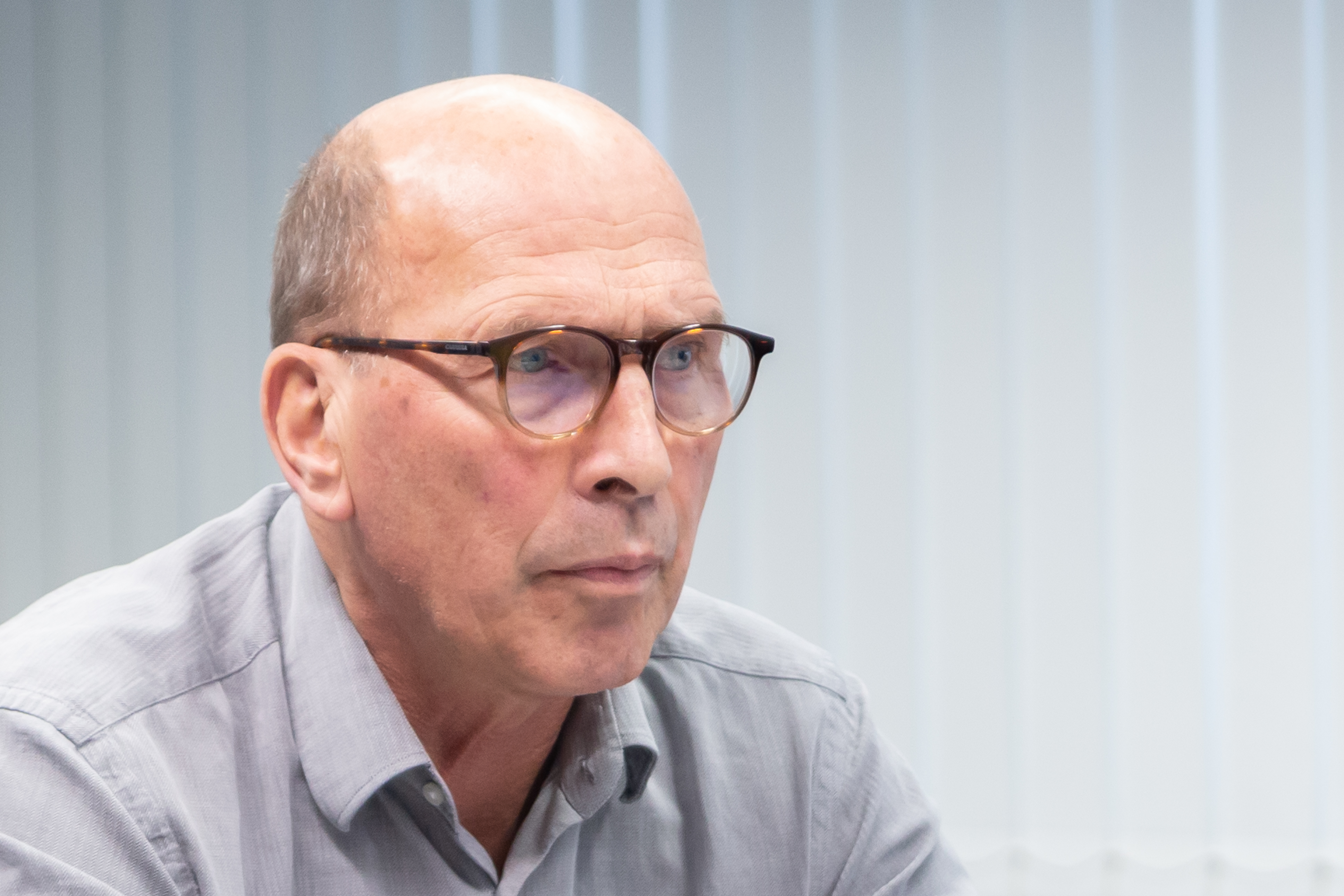
Rolf Beilschmidt (2018)

Rolf Beilschmidt (* 8. August 1953 in Jena) ist ein ehemaliger deutscher Leichtathlet, der in den 1970er Jahren mit Einsatz von Dopingsubstanzen zur Weltspitze im Hochsprung gehörte. Beilschmidt ist ehemaliger Hauptgeschäftsführer des Landessportbundes Thüringen.

## Leben

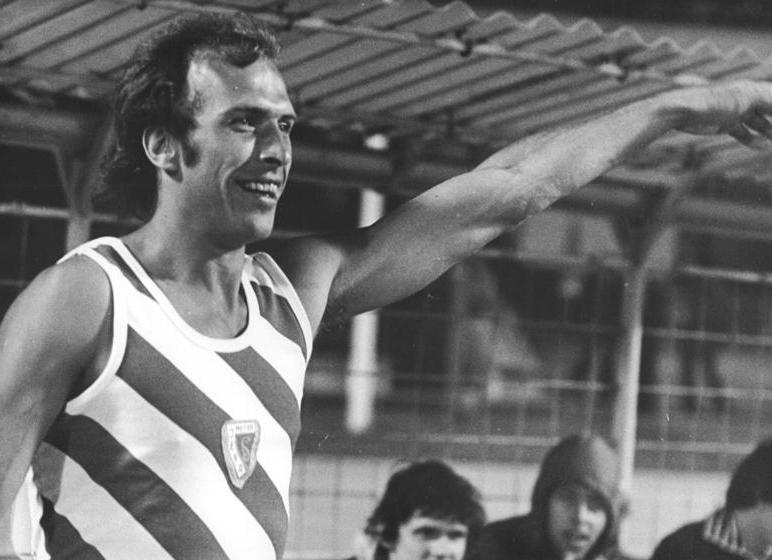
Rolf Beilschmidt (1978)

Beilschmidt begann mit 15 Jahren mit dem Hochsprungtraining. Von 1974 bis 1979 wurde er DDR-Meister. Sein sportlicher Höhepunkt waren Siege für die DDR-Mannschaft im Jahre 1977 beim Weltcup in Düsseldorf sowie beim Europacup in Helsinki. Bei letzterem stellte er mit 2,28 m und 2,31 m am 13. August DDR-Rekorde auf. Rolf Beilschmidt sprang im Straddle-Stil und gehörte zu den letzten bedeutenden Interpreten dieser Technik. Für seine Erfolge im Jahre 1977 wurde er im gleichen Jahr zum DDR-Sportler des Jahres gewählt.
1978 gewann er die Bronzemedaille bei den Europameisterschaften in Prag. 1977 und 1978 wurde er jeweils Zweiter bei den Halleneuropameisterschaften hinter Weltrekordler Wladimir Jaschtschenko. 1980 verpasste er die Olympischen Spiele infolge eines Achillessehnenrisses. 1981 wurde er ein weiteres Mal DDR-Meister.
Rolf Beilschmidt startete für den SC Motor Jena und trainierte bei Erich Drechsler (Schwiegervater von Heike Drechsler). Bei einer Größe von 1,90 m hatte er ein Wettkampfgewicht von 80 kg. In den nach der Wende öffentlich gewordenen Unterlagen zum Staatsdoping in der DDR fand sich bei den gedopten Sportlern auch der Name von Beilschmidt. Er gab 2011 an, die Mittel bewusst eingenommen zu haben.
Er studierte Sportwissenschaften und wurde danach Sportfunktionär – zunächst als Leiter des SC Motor Jena, 1990 als Vizepräsident des DTSB (Deutschen Turn- und Sportbund der DDR). Von 1991 bis 2001 leitete er den Olympiastützpunkt Thüringen, anschließend wurde er Hauptgeschäftsführer des Landessportbundes Thüringen.
Beilschmidt war unter dem Decknamen Paul Grün sowohl in seiner Zeit als Aktiver als auch als Sportfunktionär Inoffizieller Mitarbeiter des Ministeriums für Staatssicherheit der DDR.
Nach der durch den Thüringischen Landessportbund (LSB) zunächst nur unvollständig vorgenommenen Veröffentlichung des Berichts der Stasi-Kommission des Deutschen Olympischen Sportbundes forderte im Mai 2015 die Doping-Opfer-Hilfe den sofortigen Rücktritt Beilschmidts und des LSB-Präsidiums. Vertreter der Doping-Opfer-Hilfe erklärten: „Durch die jahrelange massive Verhinderung der Aufarbeitung im thüringischen Sport, durch die Ablehnung von Stasi-Überprüfungen des LSB-Präsidiums, die Verhöhnung der Stasi- und Dopingopfer sowie die Verharmlosung des DDR-Zwangsdopings durch die ehemaligen SED-Nomenklaturkader Beilschmidt und Gösel ist dem deutschen Sport schwerer Schaden entstanden.“